# Isolde Kostner
Pour les articles homonymes, voir Kostner.
Isolde Kostner, née le 20 mars 1975 à Bolzano, est une skieuse alpine italienne, originaire de Val Gardena.
Elle est la cousine de la patineuse artistique Carolina Kostner et du joueur de hockey sur glace Simon Kostner.

## Palmarès

### Jeux olympiques d'hiver
| Épreuve / Édition | Lillehammer 1994 | Nagano 1998 | Salt Lake City 2002 |
| Descente          | Bronze           | Ab.         | Argent              |
| Super G           | Bronze           | 11e         | 13e                 |

### Championnats du monde
| Épreuve / Édition | Sierra Nevada 1996 | Sestrières 1997 | Vail 1999 | Sankt Anton 2001 | Saint-Moritz 2003 | Bormio 2005 |
| Descente          | 6e                 | 4e              | 9e        | 5e               | 9e                | 10e         |
| Super G           | Or                 | Or              | 6e        | Argent           | 18e               | 5e          |
| Slalom géant      | 6e                 | 7e              | -         | -                | -                 | -           |

### Coupe du monde
- Meilleur résultat au classement général : 4e en 1996 et 2000
  - Vainqueur de la coupe du monde de descente en 2001 et 2002
  - 15 victoires : 12 descentes et 3 super-G
  - 51 podiums

#### Saison par saison
- Coupe du monde 1994 :
  - Classement général : 19e
    - 1 victoire en descente : Garmisch
- Coupe du monde 1995 :
  - Classement général : 20e
- Coupe du monde 1996 :
  - Classement général : 4e
    - 1 victoire en descente : Cortina d'Ampezzo II
- Coupe du monde 1997 :
  - Classement général : 5e
    - 1 victoire en descente : Cortina d'Ampezzo
    - 1 victoire en super-G : Cortina d'Ampezzo
- Coupe du monde 1998 :
  - Classement général : 8e
    - 1 victoire en descente : Cortina d'Ampezzo
- Coupe du monde 1999 :
  - Classement général : 14e
- Coupe du monde 2000 :
  - Classement général : 4e
    - 3 victoires en descente : Lake Louise, Saint-Moritz I et Santa Caterina
    - 1 victoire en super-G : Val-d'Isère
- Coupe du monde 2001 :
  - Classement général : 6e
    - Vainqueur de la coupe du monde de descente
    - 2 victoires en descente : Lake Louise II et Cortina d'Ampezzo
    - 1 victoire en super-G : Lenzerheide
- Coupe du monde 2002 :
  - Classement général : 6e
    - Vainqueur de la coupe du monde de descente
    - 2 victoires en descente : Lake Louise I et Lake Louise II
- Coupe du monde 2003 :
  - Classement général : 35e
- Coupe du monde 2004 :
  - Classement général : 15e
    - 1 victoire en descente : Haus im Ennstal II
- Coupe du monde 2005 :
  - Classement général : 21e
- Coupe du monde 2006 :
  - Classement général : 83e